# Max Schreck
Max Schreck (Gustav Friedrich Maximilian Schreck; 6. září 1879 Berlín - 19. února 1936 Mnichov) byl německý divadelní a filmový herec. Jeho nejznámější filmovou rolí je Nosferatu neboli hrabě Orlok ve filmu Upír Nosferatu (1922) režiséra Friedricha Wilhelma Murnaua. Schreck bývá zmiňován po boku Bély Lugosiho a Christophera Leeho jako jeden z nejdůležitějších představitelů Drákuly a upírů.
Max Schreck se v roce 1910 oženil s Fanny Ottovou. Neměli žádné děti. Zemřel v Mnichově na infarkt.

## Vybraná filmografie
Starosta ze Zalamey (1920) jako Don Mendo
Příběh Christine von Herre (1921) jako sluha Peter, 
Upír Nosferatu (1922) jako hrabě Orlok
Nathan Moudrý (1922) jako velmistr Templářského řádu
Ulice (1923) jako slepec
Kupec benátský (1923) jako benátský dóže
Dudu, osud člověka (1924)
Válka v míru (1925) jako lékárník
Růžový diamant (1926) jako Watson
Z mlhy (1927)
Podivný případ kapitána Rampera (1927)
Doña Juana (1927) jako Juanin otec
Na konci světa (1927) jako Troedler
Luther (1928) jako Aleander
Scampolo (1928) jako číšník
Serenissimus a poslední panna (1928)
The Republic of Flappers (1928)
Volha Volha (1928)
Moderní piráti (1928)
Boj tercie (1929)
Ludvík II., král bavorský (1929)
Bojkot (1930)
Země úsměvů (1930)
Muž se srdcem (1932)
Baf! (1932) jako Dracula (archivní záběry z Upíra Nosferatu)
Hotel lásky (1933)
Žena jako ty (1933)
Musíme se rozvést? (1933)
Tunel (1933)
Knockout (1935)
Donogoo Tonka (1936)
Poslední čtyři na Santa Cruz (1936)